# Герб Сан-Вісенте
Ге́рб Са́н-Вісе́нте — офіційний символ містечка Сан-Вісенте, Португалія. Використовується як територіальний герб. У золотому щиті святий Вікентій Сарагоський у червоній далматиці. Правицею він тримає зеленою пальмову гілку, а лівицею — червону сітку-жаровню. Щит увінчує срібна мурована містечкова корона з чотирма вежами.  Під щитом біла стрічка, на якій великими літерами напис португальською: «vila de São Vicente» (містечко Сан-Вісенте).  Офіційно затверджений 5 липня 1974 року.  Герб уособлює святого покровителя містечка; пальмова гілка — символ його мучеництва, а жаровня — знаряддя, на якому його катували.

## Галерея

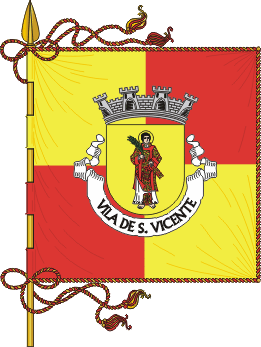
Прапор